# Chrześcijaństwo w Zjednoczonych Emiratach Arabskich

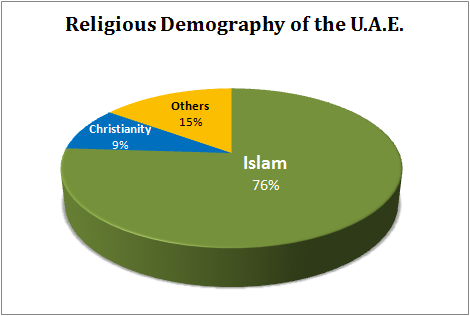
Podział społeczeństwa Zjednoczonych Emiratów Arabskich według wyznawanej religii.

Chrześcijaństwo w Zjednoczonych Emiratach Arabskich jest religią mniejszościową w stosunku do dominującego islamu, który wyznaje aż 96% obywateli. Jednak według spisu z 2005 roku, aż 78% mieszkańców Zjednoczonych Emiratów Arabskich nie posiada obywatelstwa, co sprawia, że chrześcijanie stanowią 9% całej ludności kraju. Choć władze oficjalnie nie uznają żadnych chrześcijańskich wyznań, to w kraju panuje wolność kultu i demonstrowania przekonań religijnych. Sprzedaż i rozdawanie materiałów religijnych nie jest w żaden sposób ograniczana, istnieje jednak zakaz przyjmowania chrześcijaństwa przez wyznawców islamu. Religia chrześcijańska nie może być nauczana w szkołach a chrześcijanom nie wolno poślubiać muzułmańskich kobiet. Zjednoczone Emiraty Arabskie zamieszkują członkowie wielu różnych wyznań, głównie: katolicy, protestanci, Koptowie i chrześcijanie indyjscy.